# Melchor de Luna y de la Puente
Melchor de Luna y de la Puente fue un noble y militar castellano.

## Orígenes familiares
Melchor de Luna y de la Puente, caballero de la Orden de Santiago, fue hijo de Pedro de Luna y Manuel, I Señor de Fuentidueña, y de su mujer María de la Puente.

## Biografía
Melchor de Luna y de la Puente, fue un militar que participó en la Guerra de Granada junto a su cuñado Enrique Enríquez de Quiñones, que era tío del rey. Su actuación fue muy destacada, especialmente en la toma de la ciudad de Baza, donde posteriormente los Reyes Católicos le entregaron diversas heredades como premio a su lealtad y valentía.

## Matrimonio e hijos
Melchor de Luna y de la Puente contrajo matrimonio con Constanza Pérez de Lugo, hija de Diego Pérez de Santisteban y Sandoval, comendador del Campo de Criptana en la Orden de Santiago, embajador en Francia y teniente de mayordomo mayor de los Reyes Católicos, y de Constanza de Lugo, hija a su vez de Alonso Fernández de Lugo, tío del primer Adelantado mayor de las islas Canarias, y de su esposa Catalina Martínez de Luna.
El matrimonio tuvo varios hijos:
1. Manuel de Luna y Lugo, caballero de la Orden de Santiago, castellano del castillo de Cremona en el Milanesado.
2. Álvaro de Luna y Lugo, militar al servicio de Carlos I y Felipe II.
3. Pedro de Luna y Lugo, caballero de la Orden de San Juan, capitán de arcabuceros.
4. Diego de Luna y Lugo, militar en las guerras de Francia y Alemania.
5. María de Luna y Lugo, murió soltera y sin descendencia.
6. Ana de Luna y Lugo, monja en el convento de las Comendadoras de Santiago de Granada.